# Beni Ikhlef
Beni Ikhlef è un comune dell'Algeria, situato nella provincia di Béni Abbès.